# Serie A 1968-1969 (pallacanestro maschile)
Il campionato di Serie A di pallacanestro maschile 1968-1969 è stato il quarantasettesimo organizzato in Italia.
La formula rimane invariata: le 12 squadre si affrontano in partite di andata e ritorno, lo scudetto viene assegnato alla prima in classifica e le ultime due retrocedono in Serie B. L'Ignis Varese vince il suo terzo scudetto precedendo la Simmenthal Milano e la Fides Napoli. Solo sesti i campioni uscenti dell'Oransoda Cantù.

## Classifica
|  |     | Classifica finale 1968-1969 | Pt | G  | V  | P  | PtF  | PtS  |
|  | --- | --------------------------- | -- | -- | -- | -- | ---- | ---- |
|  | 1.  | Ignis Varese                | 34 | 22 | 17 | 5  | 1563 | 1422 |
|  | 2.  | Simmenthal Milano           | 32 | 22 | 16 | 6  | 1633 | 1449 |
|  | 3.  | Fides Napoli                | 30 | 22 | 15 | 7  | 1618 | 1480 |
|  | 4.  | Noalex Venezia              | 24 | 22 | 12 | 10 | 1420 | 1462 |
|  | 5.  | All'Onestà Milano           | 22 | 22 | 11 | 11 | 1561 | 1581 |
|  | 6.  | Oransoda Cantù              | 22 | 22 | 11 | 11 | 1469 | 1475 |
|  | 7.  | Snaidero Udine              | 22 | 22 | 11 | 11 | 1665 | 1674 |
|  | 8.  | Eldorado Bologna            | 22 | 22 | 11 | 11 | 1470 | 1538 |
|  | 9.  | Butangas Pesaro             | 20 | 22 | 10 | 12 | 1603 | 1588 |
|  | 10. | Candy Bologna               | 18 | 22 | 9  | 13 | 1521 | 1543 |
|  | 11. | Boario Padova               | 14 | 22 | 7  | 15 | 1529 | 1603 |
|  | 12. | Ramazzotti Roma             | 4  | 22 | 2  | 20 | 1440 | 1672 |

## Verdetti
- Campione d'Italia:  Pallacanestro Ignis Varese

Formazione: Giorgio Consonni, Ottorino Flaborea, Claudio Malagoli, Dino Meneghin, Aldo Ossola, Francesco Ovi, Lino Paschini, Manuel Raga, Edoardo Rusconi, Massimo Villetti. Allenatore: Nico Messina.
- Retrocessioni in serie B: Boario Padova e Ramazzotti Roma.